# Indra Nooyi

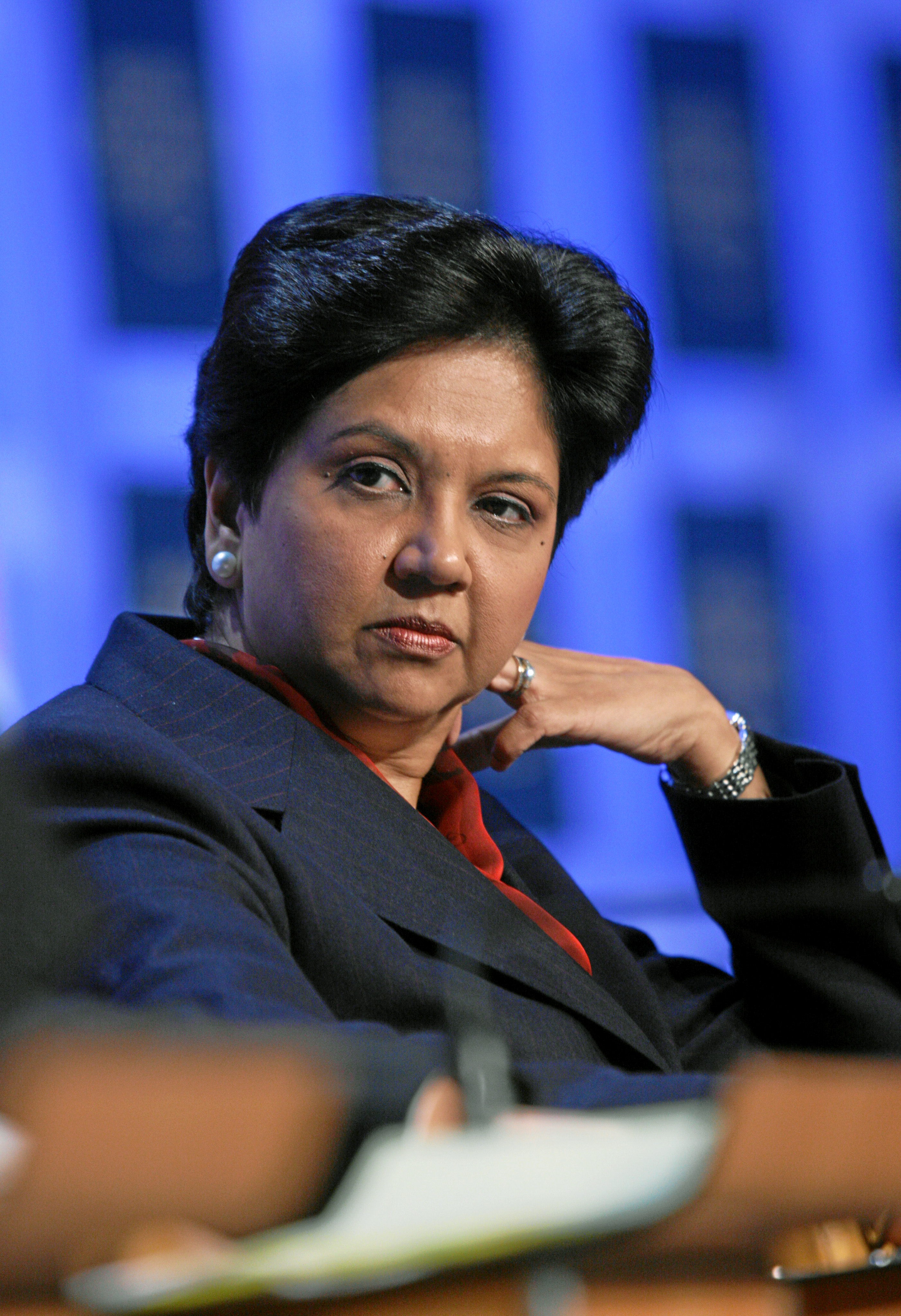
Indra Nooyi

Indra Krishnamurthy Nooyi (* 28. Oktober 1955 in Madras (Chennai), Indien) ist eine US-amerikanische Unternehmens-Managerin und war von Oktober 2006 bis Oktober 2018 Chief Executive Officer (CEO) von PepsiCo. Seit Februar 2019 ist sie Director bei Amazon.

## Leben
Indra Nooyi studierte am Madras Christian College und am Indian Institute of Management in Kalkutta. Dort erhielt sie den Master of Business Administration für Finanzen und Marketing. Nach ihrem Studium arbeitete sie zwei Jahre als Produktmanagerin bei Johnson & Johnson sowie dem Textilunternehmen Mettur Beardsell. Anschließend ging sie an die Yale School of Management, die sie mit dem Master of Public and Private Management abschloss. Ab 1980 war Indra Nooyi für sechs Jahre bei der Boston Consulting Group tätig.
1986 trat sie bei Motorola ein, wo sie Vizepräsidentin und Direktorin für Unternehmensstrategie und Planung wurde. 1990 war sie bei Asea Brown Boveri Senior Vice President für Strategie und strategisches Marketing. 1994 trat sie in das Unternehmen Pepsi als Senior Vice President für Strategische Planung ein. Zwei Jahre später wurde sie Senior Vice President für Unternehmensstrategie und -entwicklung.
Ab Februar 2000 war Indra Nooyi Senior Vice President von Pepsi und im Mai 2001 wurde sie Chief Financial Officer. Zum 1. Oktober 2006 wurde sie CEO des Unternehmens und damit fünfter CEO in der Geschichte von PepsiCo. Diese Position hatte sie bis im Oktober 2018 inne.
Heute lebt sie mit ihrem Mann und ihren beiden Töchtern in Greenwich (Connecticut). Seit Februar 2019 ist sie Director bei Amazon, seit Mai 2021 bei Philips.
2007 wurde ihr der indische Zivilorden Padma Bhushan verliehen und sie wurde vom Forbes Magazine auf Platz 5, in den Jahren 2008 und 2009 auf Platz 3 der Liste der 100 mächtigsten Frauen der Welt gewählt. 2019 erhielt sie den Bower Award for Business Leadership.
Darüber hinaus ehrte man Nooyi im Jahr 2008 mit der Aufnahme in die American Academy of Arts and Sciences, 2021 mit der Aufnahme in die American Philosophical Society.

## Schriften
Indra Nooyi: My Life in Full: Work, Family, and Our Future. Portfolio, 2021, ISBN 978-0-593-19179-8.